# 布西尼叙罗克
布西尼叙罗克（法語：Bousignies-sur-Roc，法語發音：[buziɲi syʁ ʁɔk]，意为“岩石上的布西尼”）是法国上法蘭西大區北部省的一个市镇，属于埃尔普河畔阿韦讷区。

## 地名
法语词“sur”意为“在……上方”，在地名中常接河名，此时地名按“XXX河畔XXX”译，但此处的“罗克”（Roc）并不是河名，而是意为“岩石”的法语词，“Bousignies-sur-Roc”一名意为“岩石上的布西尼”。

## 地理
布西尼叙罗克（50°15'48"N, 4°10'55"E）面积12.14 平方千米，位于法国上法蘭西大區北部省，该省份为法国最北部的省份及最长的省份，西北濒北海，西接加来海峡省，南至埃纳省和索姆省，东与比利时接壤。
与布西尼叙罗克接壤的市镇（或旧市镇、城区）包括：库索尔、博蒙。
布西尼叙罗克的时区为UTC+01:00、UTC+02:00（夏令时）。

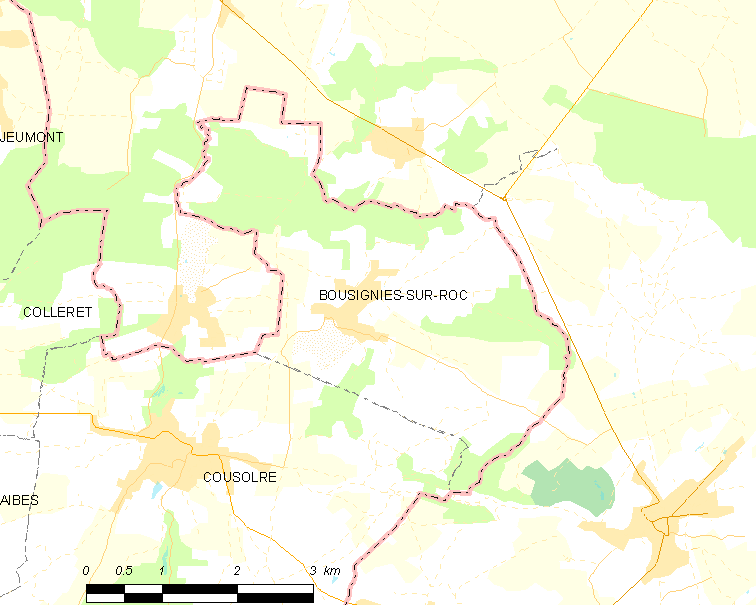
布西尼叙罗克的OSM定位图

## 行政
布西尼叙罗克的邮政编码为59149，INSEE市镇编码为59101。

## 政治
布西尼叙罗克所属的省级选区为富尔米县。

## 人口

1962-2008年间布西尼叙罗克人口变化图示

布西尼叙罗克于2022年1月1日时的人口数量为374人。